# اندیس خاک سرخ - افرا
خاک سرخ - افرا یک اندیس غیرفلزی است که در حوالی شهر خیارج استان قزوین قرار دارد و مادهٔ معدنی موجود در آن، هماتیت است. سنگ میزبان این اندیس آندزیت های سازند کرج است و دیرینگی آن به دوران ائوسن می‌رسد.